# 陈宗泰
陈宗泰（？—？），清朝政治人物。
陈宗泰曾于1686年接替王锬任上海县知县一职，1688年由朱万锦接任。